# ژول شامفلوری
ژول شامفلوری (به فرانسوی: Jules-François-Félix Husson - Champfleury) (زادهٔ ۱۷ سپتامبر ۱۸۸۹ – درگذشتهٔ ۶ دسامبر ۱۸۲۱) نویسندهٔ قرن نوزدهم اهل فرانسه است.